# Victor Cousin

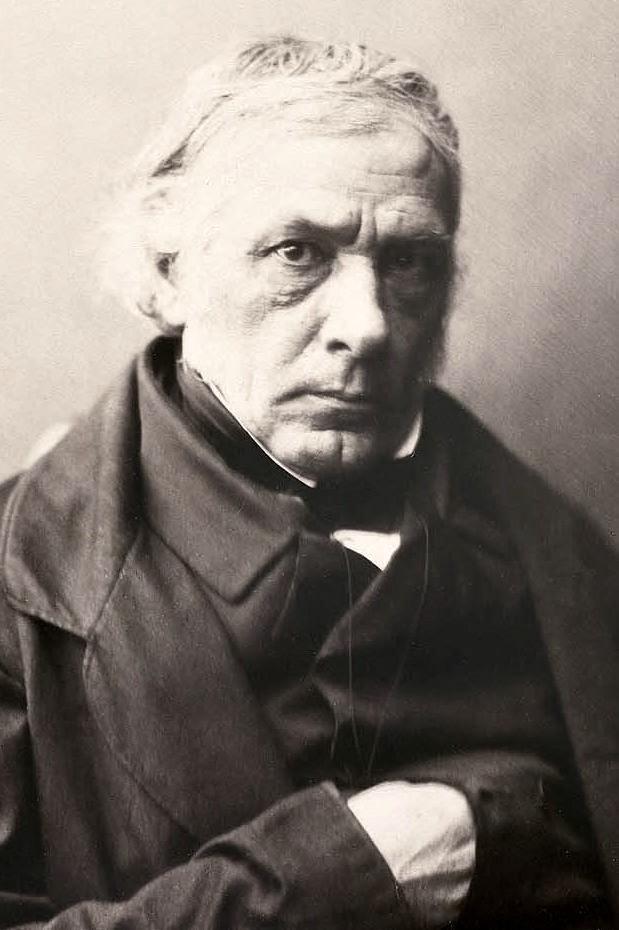
Zdjęcie Victora Cousina na papierze albuminowym autorstwa Gustave Le Graya, połowa XIX w.

Victor Cousin (ur. 28 listopada 1792 w Paryżu, zm. 14 stycznia 1867 w Cannes) – francuski filozof i historyk filozofii, zwolennik filozofii zdrowego rozsądku. Uczeń Maine de Birana.
Na jego filozofię szczególny wpływ wywarły niemiecka filozofia klasyczna (szczególnie Friedrich Wilhelm Joseph von Schelling), filozofia zdrowego rozsądku Thomasa Reida, Maine de Biran i Étienne Bonnot de Condillac. W konsekwencji jego system filozoficzny miał charakter eklektyczny, w którym epistemologia empiryzmu łączy się z spirytualistyczną filozofią religii.

## Życiorys
Od lat trzydziestych XIX w. Cousin obejmował szereg stanowisk związanych z edukacją, stając się najbardziej znanym francuskim filozofem swojej epoki. Był ministrem oświecenia publicznego (ministre de l'Instruction publique), dyrektorem École normale supérieure, członkiem Institut de France. Miał również przemożny wpływ na współczesną edukację filozoficzną. Jego raport na temat pruskiego systemu oświaty (1833) odbił się szerokim echem i miał duży wpływ na cały francuski system edukacyjny, a także na systemy edukacyjne za granicą (np. w Massachusetts). Był również autorem wpływowych dzieł z historii filozofii i tłumaczem dzieł Platona na język francuski.
Victor Cousin jest autorem hasła „sztuka dla sztuki”, propagowanego przez niektórych twórców europejskiego i polskiego modernizmu (Stanisław Przybyszewski, Zenon Przesmycki), zakładającego koncepcję sztuki, która powinna pozbawiona być zadań pozaartystycznych, przy spełnianiu przez nią wyłącznie funkcji estetycznych.

## Dzieła
- 1820–1827: Procli philosophi Platonici opera, 6 tomów
- 1826: Fragments philosophiques
- 1826: Historya filozofii ośmnastego wieku (wyd. pol. 1863)
- 1827: Eunape, pour servir à l'histoire de la philosophie d'Alexandrie
- 1828: Nouveaux fragments philosophiques. Cours de l'histoire de la philosophie
- 1829: Histoire de la philosophie au XVIIIe siècle, 2 vol.
- 1833: De l'instruction publique en Allemagne, et notamment en Prusse, 2 vol.
- 1835: De la métaphysique d'Aristote
- 1836: Ouvrages inédits d'Abélard pour servir à l'histoire de la philosophie en France
- 1837: De l'instruction publique en Hollande
- 1840: Cours de philosophie morale. Philosophie scolastique
- 1841: Cours d'histoire de la philosophie moderne. Recueil des actes du ministère de l'Instruction publique du 1er mars au 28 octobre 1840. Cours d'histoire de la philosophie morale au XVIIIe siècle, 5 tomów
- 1842: Leçons sur la philosophie de Kant. Des pensées de Pascal
- 1843: Introduction aux œuvres du père André. Fragments littéraires
- 1844: Du scepticisme de Pascal. Défense de l'université et de la philosophie
- 1845: Jacqueline Pascal
- 1846: Fragments de philosophie cartésienne
- 1846: Philosophie populaire
- 1848: Justice et charité
- 1850: De l'enseignement et de l'exercice de la médecine et de la pharmacie
- 1852: La jeunesse de Mme de Longueville
- 1853: Mme de Longueville pendant la Fronde
- 1854: Mme de Sablé
- 1855: Premiers essais de philosophie
- 1856: Mme de Chevreuse. Mme de Hautefort
- 1857: Fragments et souvenirs littéraires
- 1857: Philosophie de Kant – Cours 1er semestre 1820 en huit leçons + esquisse d'un système de philosophie morale et politique
- 1858: Du vrai, du beau et du bien
- 1859: De la société française au XVIIIe siècle, d'après le grand Cyrus, 2 tomy
- 1861: Philosophie de Locke
- 1862: Philosophie écossaise
- 1863: Philosophie sensualiste au XVIIIe siècle
- 1864: Philosophie de Kant
- 1865: La Jeunesse de Mazarin